# Ölkofra þáttr
Ölkofra þáttr es una historia corta islandesa (þáttr). Fue compuesta en la segunda mitad del siglo XIII por un autor desconocido. Se trata de una sátira sobre el sistema judicial medieval del Estado Libre Islandés y relata la historia de un cervecero que accidentalmente provoca el incendio de unos valiosos bosques (Goðaskógr) pertenecientes a seis poderosos jefes tribales islandeses: Snorri Goði, Gudmundur Eyjólfsson, Skapti Þóroddsson, Þorkell Geitirsson, Eyjólfur Þórðarson y Þorkell Bjarnason. Todos ellos presentan una demanda en contra del cervecero en el Althing en un esfuerzo de proscribirlo, pero gracias a Skegg-Broddi Bjarnasson (un hijo de Bjarni Brodd-Helgason, pero aquí aparece como cuñado de Þorsteinn Síðu-Hallsson) que inesperadamente acude en su ayuda, Ölkofri se las ingenia para escapar a su destino. El argumento es similar a la saga de Bandamanna.

## Traducciones
- Olkofri's saga. Translated by John Tucker. In: Viðar Hreinsson (general editor): The Complete Sagas of Icelanders including 59 Tales. Volume V, pp. 231-237. Reykjavík: Leifur Eiríksson Publishing, 1997. ISBN 9979-9293-5-9 (en inglés)
- Ölkovres saga. I tolkning från fornisländskan, med skaldevers och kommentar av Åke Ohlmarks. Med teckningar av Uno Stallarholm. I: De isländska sagorna. Band 5 (Sagorna från Öst- och Sydisland), s. 17. Stockholm: Steinsviks bokförlag, 1964. (en sueco)
- La Saga de Þórir, la Saga de Ǫlkofri y el Cuento de Brandr. Trad. Santiago Barreiro. Tres relatos medievales nórdicos. Consejo Nacional de Investigaciones Científicas y Técnicas. Instituto Multidisciplinario de Historia y Ciencias Humanas. Buenos Aires: Imhicihu-Cocinet (ed.), 2018. ISBN 978-987-46360-6-5